# Billet de 5 000 francs Flameng
Pour les articles homonymes, voir 5 000 francs.
Recto
Verso
Chronologie
5 000 francs rouge 5 000 francs Victoire
Le 5 000 francs Flameng est un billet de banque en francs français créé le 2 janvier 1918 par la Banque de France et émis le 26 septembre 1938 en même temps que le 5 000 francs Victoire. Il fait suite au 5 000 francs rouge et fut remplacé par le 5 000 francs Union française.

## Historique
Ce billet est considéré par la plupart des experts comme étant « le plus beau des billets français ». Les péripéties qui accompagnent sa création constituent un cas unique : elles sont ici rapportées.
À partir de 1891, la Banque de France fait étudier une nouvelle gamme à quatre couleurs. Jusqu'alors, les billets étaient imprimés en deux couleurs. Pour les billets de 50 et 100 francs, on choisit l'artiste Léon Glaize dont les maquettes seront finalement rejetées au profit de celles de Luc-Olivier Merson. Une maquette pour la coupure du 1 000 francs est également commandée, cette fois au peintre François Flameng qui produit une série de dessins en grisaille puis à quatre couleurs et, en 1896, le projet est accepté. Mais, étrangement, le 1 000 francs conçu par Flameng, non seulement ne fut pas imprimé sous cette dénomination, mais sous celle de 5 000 francs et pas avant 1918 ! Entretemps, les autorités bancaires s'affrontèrent quant aux caractéristiques du billet, pourtant très représentatif du style Art nouveau. Certains trouvaient que la vignette n’était « pas assez monétaire », trop fantaisiste ou érotique, etc. Par ailleurs, la Banque craignait de se voir reprocher par le public d’accorder une plus grande garantie aux porteurs du billet de 1 000 francs qu’aux porteurs de plus petites coupures. Il faut attendre août 1914 et la Première Guerre mondiale, pour que, pressée par la nécessité d'augmenter plus rapidement l'encaisse des billets, la Banque de France songe à utiliser un type déjà prêt pouvant servir de base à la réalisation rapide d'une grosse valeur. Un « 5 000 francs » Flameng fut donc imprimé avec de nouvelles couleurs mais seulement en janvier 1918 et, là encore, sa mise en circulation fut repoussée, le billet étant gardé « en réserve » (comme encaisse de sécurité en cas de grosses transactions sur l'or par exemple).
Toujours est-il que le très sollicité 1 000 francs bleu et rose ne fut remplacé en définitive qu'en 1929 par le type Cérès et Mercure.
En septembre 1938 fut mis en circulation le 5 000 francs Victoire, et, de peur de manquer de liquidités, on se souvint du 5 000 francs Flameng qui sortit donc également des caisses de la Banque le même jour, « en renfort ». Ce billet reste rare : il ne fut imprimé qu'à 600 000 exemplaires et uniquement au millésime 1918.
Sa circulation prit fin le 4 juin 1945 où il fut définitivement privé de son cours légal après que la Banque eut tenté de le relancer mais sans succès : on lui préféra le 5 000 francs Union française.

## Description
La vignette fut conçue en 1896 d'après l’œuvre de François Flameng pour le dessin, la gravure étant exécutée par l'entreprise Dujardin et Jules Robert.
Les tons dominants sont le vert et le rouge-marron.
Au recto : à gauche un couple, assis sur un bas-relief, allégorie personnifiant l'alliance du Travail (un jeune forgeron et un rucher) et de la Science (une femme portant le caducée) avec à leurs côtés un fond d'usines en activité. À droite, devant un soc et une charrue, un Cupidon tient une balance de sa main droite et de l'autre un grand blason ouvragé sur lequel est gravée la devise de la Banque de France : « Sagesse et Fortune ». Le bas-relief situé dans la partie inférieure du recto montre, finement sculptées, des représentations des sciences, des arts, de l'industrie, de l'agriculture et du commerce. Le tout est encadré d'une frise ornée de fruits colorés et d'attributs reprenant la thématique générale. À l’extérieur de ce cadre, de part et d'autre dans la partie supérieure, deux angelots enchevêtrés dans des rubans semblent tenir la vignette en suspension. Sur le bord extérieur droit apparaît le talon calligraphié « Banque de France » et deux numéros de série.
Au verso : un seul grand tableau occupe tout l'espace dans lequel on distingue sur la gauche une allégorie du « Travail qui fixe la Fortune », laquelle devise est inscrite sur un ruban : un ouvrier tente de retenir des deux bras une jeune femme à moitié dévêtue, les seins nus et les yeux bandés, et qui se tient en suspension sur la roue de la Fortune. Au centre, un Cupidon ensommeillé tenant une pelle, un globe terrestre, un parchemin, un livre ouvert, des manuscrits à même le sol. À droite, sont assis côte à côte un homme barbu habillé en philosophe tenant compas et écritoire et un jeune paysan s'appuyant sur sa faux. À l'arrière-plan, après une vaste baie soutenue par deux grandes colonnes ouvragées, on aperçoit en panorama le Pont Neuf et l'Île de la Cité. Sur les bords extérieurs, comme sur le recto, deux angelots semblent maintenir la vignette avec des rubans tombant en cascade sur les valeurs « 5000 » avec, à droite, le talon calligraphié "Banque de France".
La thématique de ce billet associe toutes les ressources économiques de la France d'alors au monde des lettres, des arts et des sciences, le tout centré sur un quartier de Paris historique. 
Ce billet de banque est doté d’un filigrane à gauche et à droite.
Les dimensions sont de 256 × 128 mm : c'est le plus grand billet français en termes de longueur.

## Cotation
Ce billet est très recherché et il se vend, suivant l'état de conservation, aux alentours de 3 000 euros en moyenne.